# Plegado español

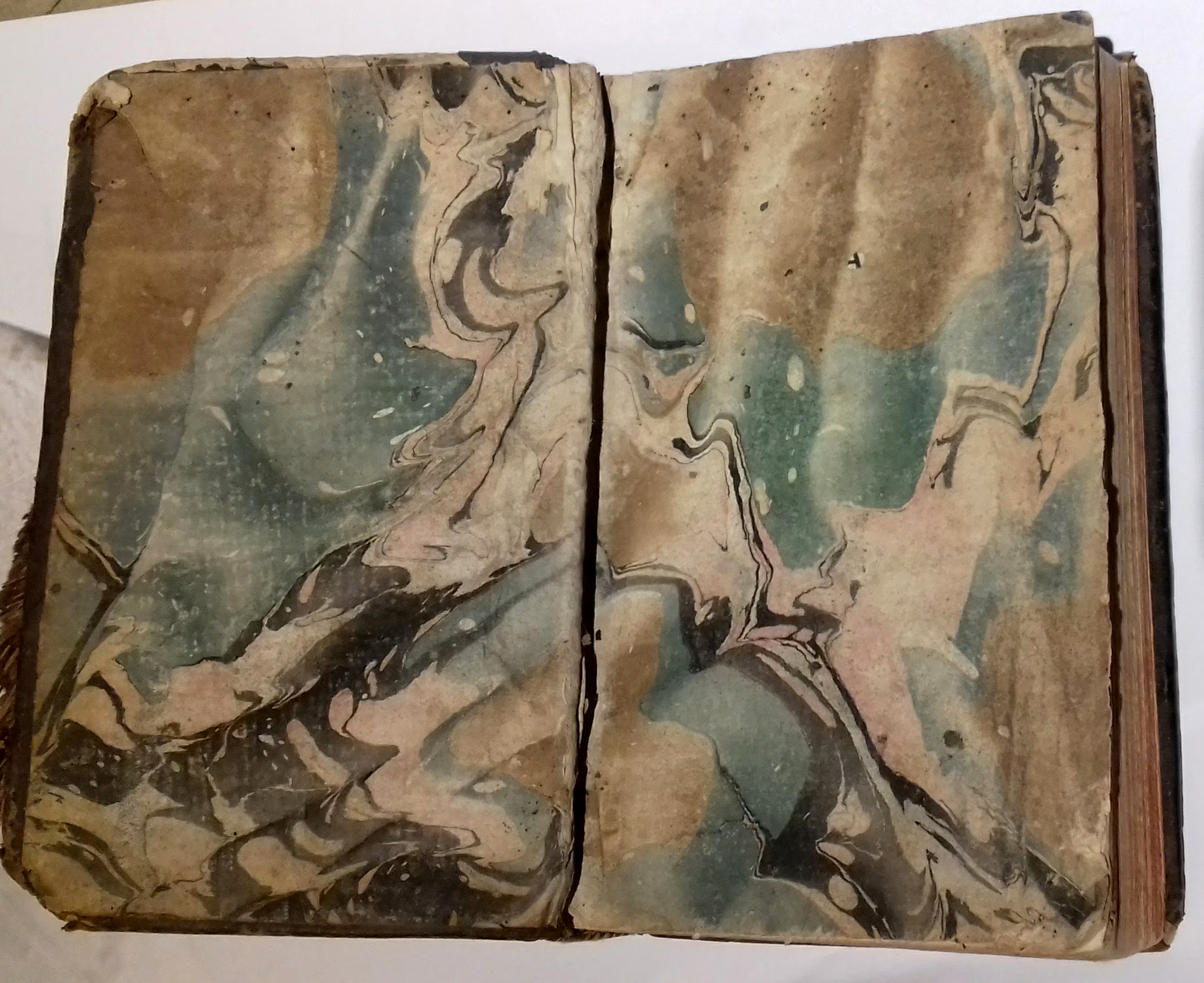
Plegado español en el libro de Chompre, Pierre (1783) Diccionario de la fábula. Impreso por Manuel de Sancha

El plegado español es una técnica para realizar papeles marmoleados consistente en verter en el baño colores claros moviendo este ligeramente creando un dibujo de ondas. Se desarrolló en la segunda mitad del siglo XVIII d. C. en talleres de encuadernación españoles como el de Antonio de Sancha o el de Pascual Carsí.